# Bni Mathar
Bni Mathar (en àrab بني مطهر, Bnī Maṭhar; en amazic ⴱⵏⵉ ⵎⵟⵀⵕ) és una comuna rural de la província de Jerada, a la regió de L'Oriental, al Marroc. Segons el cens de 2014 tenia una població total de 8,870 persones.